# ماهی‌های چشم‌آبی پاپوآ
ماهی‌های چشم‌آبی پاپوآ (نام علمی: Kiunga) نام یک سرده از تیره ماهیان چشم‌آبی است.